# إدغار زالديفار
إدغار زالديفار (بالإسبانية: Edgar Zaldívar)‏ هو لاعب كرة قدم مكسيكي في مركز الوسط، ولد في 17 أكتوبر 1996 في مدينة سان لويس بوتوسي في المكسيك. لعب مع نادي أطلس.

## وصلات خارجية
- إدغار زالديفار على موقع قاعدة بيانات كرة القدم.إي يو (الإنجليزية)
- إدغار زالديفار على موقع Soccerway.com (الإنجليزية)